# San José (Romblón)
San José es una Isla municipio en la provincia de Romblón, en el país asiático de Filipinas. Según el censo de 2000, tiene una población de 8.226 personas distribuidas en 1.467 hogares. El término municipal comprende la isla que antes fue conocida con el nombre de la isla Carabao desde el 18 de junio de 1961, y que fue rebautizada como San José el 19 de junio de 1965.
San José es políticamente subdividida en 5 barangays.
- Busay
- Combot
- Lanas
- Pinamihagan
- Población (Agcogon)